# Odoardo Beccari
Odoardo Beccari, född 16 november 1843 i Florens, död där 25 oktober 1920, var en italiensk naturforskare, som förmodligen är mest känd för att ha upptäckt jätteknölkallan (Amorphophallus titanum), med den största blomflocken i världen, på Sumatra 1878.

## Biografi
Beccari blev filosofie doktor i Bologna 1864, företog resor på norra Borneo 1865–1868, uppsatte 1869 och utgav de tre första årgångarna av "Nuovo giornale botanico italiano" (fortsatt av Théodore Caruel), reste 1871–1873 och 1875–1876 på Nya Guinea, 1873–1874 på Celebes samt besökte 1877–1878 Stora Sundaöarna och Australien. Han utnämndes 1878 till föreståndare för botaniska trädgården och museet i Florens, men lämnade posten redan följande år. Utom de stora botaniska samlingarna hemförde han även mycket rika zoologiska och etnografiska sådana.
Hans främsta verk är Asiatic palms (3 delar, med 552 tavlor, 1908–1921), Malesia, raccolta di osservazioni botaniche intorno alle piante dell' arcipelago indo-malese e papuano (3 delar, med 137 tavlor, 1877–1890), Nelle foreste di Borneo (1902; engelsk översättning 1904); han utgav dessutom ett mycket stort antal uppsatser, varibland ungefär 45 över palmerna.
Auktorsnamnet Becc. kan användas för Odoardo Beccari i samband med ett vetenskapligt namn inom botaniken; se Wikipediaartiklar som länkar till auktorsnamnet.